# Paul Halmos
Paul Richard Halmos (Budapest, 3 de marzo de 1916-Los Gatos, California, 2 de octubre de 2006) fue un matemático húngaro-estadounidense.
Halmos se destacó tanto por sus contribuciones teóricas, en ramas 
como en teoría de las probabilidades, estadística, teoría de operadores, teoría ergódica y análisis funcional, (especialmente sobre los espacios de Hilbert); 
así como por haber redactado una serie de libros de texto excepcionalmente bien escritos.

## Biografía
Habiendo nacido en Budapest, se trasladó a Chicago cuando aún era un niño. Se destacó desde muy joven en los campos de la filosofía y las matemáticas, y en 1934, con tan solo 18 años, se graduó en la Universidad de Illinois. Un año después fracasó en la obtención del Master of Arts en Filosofía, aunque logró conseguir el Master of Sciences.
Tiempo después, consiguió el doctorado en matemáticas, por la Universidad de Illinois. Posteriormente entró en el Institute for Advanced Study de Princeton (Nueva Jersey), trabajando como asistente de John von Neumann durante dos años. Más tarde, se desempeñó en el Massachusetts Institute of Technology, ocupando una plaza como investigador en el laboratorio de radiación.
En 1946 se incorporó a la docencia en la Universidad de Chicago. Durante 1951 trabajó en el Instituto de Matemática y Estadística de Montevideo, invitado por Rafael Laguardia con el objetivo de desarrollar la estadística en Uruguay.
Finalmente, en 1961 se incorporó al cuerpo de docentes e investigadores de la Universidad de Míchigan.
Falleció de neumonía el 2 de octubre de 2006 a los 90 años, en Los Gatos, Estados Unidos.

## Publicaciones
- 1974,  "A Hilbert Space Problem Book", ISBN 0-387-90090-X.
- 1974,  "Lectures on Boolean Algebras", ISBN 0-387-90094-2.
- 1982,  "A Hilbert Space Problem Book: Graduate Texts in Mathematics", ed. Springer Verlag, ISBN 0-387-90685-1.
- 1988,  "I Want to Be a Mathematician: An Automathography in Three Parts", ed. Mathematical Assn of Amer, 1988, ISBN 0-88385-445-7.
- 1991,  "Problems for Mathematicians, Young and Old"', ed. Mathematical Assn of Amer, 1991, ISBN 0-88385-320-5.
- 1995,  "Linear Algebra Problem Book", ed. Mathematical Assn of Amer, ISBN 0-88385-322-1.
- 2001,  "Logic as algebra", ed. Mathematical Assn of Amer, ISBN 0-88385-327-2.
- 2001,  "Finite-Dimensional Vector Spaces", ed. Princeton univ. pr., ISBN 0-691-09095-5.
- 1950, "Measure Theory"', Van Nostrand R. Co..
- 1960, "Naive Set Theory", Van Nostrand R. Co., en español Teoría intuitiva de conjuntos (1965) CECSA, México D.F.

## Puntos de vista sobre la matemática
En un artículo publicado en la revista científica American Scientist (56,IV, pags. 375-389), Halmos habla del carácter artístico y creativo de la matemática, describiendo a los matemáticos como artistas y no como meras calculadoras. Por ello plantea la división de la matemática en "matematicología" y "físicomatemática".

## Personalidad
- El propio Halmos llegó a admitir que cada año tenía que volver a aprender las lecciones que tenía que impartir, debido a su mala memoria.
- En un gran congreso de matemáticos en EE. UU. coincidieron por un lado Paul Halmos, y por otro, un joven profesor llamado Smith. El primer día que se encontraron en la cafetería, Halmos se acercó a Smith, diciendo: "hola, soy Halmos, ¿cómo se llama?" a lo que su compañero respondió educadamente: "Soy Smith, encantado". Al día siguiente, en el mismo lugar, Halmos volvió a acercarse, y se volvió a presentar, y Smith actuó como si el despistado matemático no se hubiera presentado el día anterior. Al tercer y último día del congreso, Smith vio cómo Halmos volvía a acercársele con intención de presentarse, por lo que antes de que hablase, le dijo: "Hola, usted es Halmos, ¿cómo me llamo?".
- El uso en los documentos escritos en computadora del "Quod erat demonstrandum" simbolizado como un cuadrado relleno (∎) es llamado por algunos el «halmos» quien fue pionero en su utilización.